# Kanton Saint-Loup-sur-Semouse
Kanton Saint-Loup-sur-Semouse (francouzsky Canton de Saint-Loup-sur-Semouse) je francouzský kanton v departementu Haute-Saône v regionu Franche-Comté. Tvoří ho 13 obcí.

## Obce kantonu
- Aillevillers-et-Lyaumont
- Ainvelle
- Briaucourt
- Conflans-sur-Lanterne
- Corbenay
- Fleurey-lès-Saint-Loup
- Fontaine-lès-Luxeuil
- Fougerolles
- Francalmont
- Hautevelle
- Magnoncourt
- Saint-Loup-sur-Semouse
- La Vaivre